# Gonyleptes acanthopus
Gonyleptes acanthopus is een hooiwagen uit de familie Gonyleptidae.